# Mickie Knucklesová
Mickie Lee Knucklesová (* 16. května 1984) je americká profesionální wrestlerka která již spolupracovala s několika nezávislými organizacemi včetně Independent Wrestling Association Mid-South, Chikara a Combat Zone Wrestling. Také pracovala pro Total Nonstop Action Wrestling pod jménem Moose. Nejvíce známa je pro svůj tvrdý, efektivní styl zápasení a tzv. smrtící zápasy.

## Dětství
Mickie dokončila Charlestownskou Seniorskou střední školu.

## Profesionální wrestlingová kariéra
Mickie je fanynkou wrestlingu již od 5 let. Jejími trenéry byli Chris Hero, Mark Wolf a Bull Pain, všichni společně pracovali jako bodyguardi a rozhodčí pro shows IWA. Mickie dokončila wrestlingovou střední školu IWA MS, zde zápasila s několika soupeřkami včetně Awesome Kong a Too Cold Scorpio.
Svůj debut měla 2. srpna 2003 v zápase na King of the Death Match proti Hailey Hatredové. Během zápasu dostala dvě rány kovovou židlí. Její kariéra pokračovala a Mickie se účastnila mnoho zápasů organizovaných od IWA, některé i proti mužům. V říjnu 2005 se účastnila Chickfight 3 kde porazila Tiffany. V polovině roku 2008 udělala svůj debut v Total Nonstop Action Wrestling. 5. června se účastnila natáčení epizody Impact! a v rámci příběhu přišla na pomoc týmu The Beautiful People (Angelina Love a Velvet Sky) když byly napadeny Gail Kim, ODB a Roxxi. Svůj debutový zápas měla pod jménem Moose proti ODB, zápas se jí ale nepodařilo vyhrát. Bohužel si ale krátce na to zlomila nohu a s prací v TNA nemohla pokračovat.
Mickie je proslulá pro svoje působení v 'Hardcore' zápasech, kde je povoleno používat na soupeře ocelové židle, dráty (někdy se používají i místo napínáků okolo ringu), stoly, žebříky, kladiva a další nebezpečné nástroje.

## Ve wrestlingu
- Ukončovací chvaty
  - Bridging German suplex
  - Bridging Northern Lights suplex
  - Pumphandle slam
  - Double underhook DDT
- Další chvaty
  - Double underhook / Indian deathlock (kombinace)
  - Redneck Hangover (Shining wizard)
  - Three-quarter facelock
- Přezdívky
  - "The Redneck Woman"
- Theme songy
  - "Fighter" od Christiny Aguilery
  - "Redneck Woman" od Gretchena Wilsona

## Šampionáty a ocenění
- Absolute Intense Wrestling
  - AIW Women's šampionát (1 krát)
- Brew City Wrestling
  - BCW Women's šampionát (1 krát, současnost)
- Independent Wrestling Association Deep South
  - IWA Deep South Tag Teamový šampionát (1 krát) – s Ianem Rottenem
- Independent Wrestling Association Mid-South
  - IWA Mid-South Tag Teamový šampionát (1 krát) – s Joshem Abercrombiem a Devon Moore
  - IWA Mid-South Women's šampionát (3 krát)
  - Queen of the Deathmatch Tournament (2006)
- NWA Midwest
  - NWA Midwest Women's šampionát (2 krát)
- NWA Underground
  - NWA Underground Women's šampionát (1 krát)
- Ohio Valley Wrestling
  - OVW Women's šampionát (1 krát)
- Pro Wrestling Illustrated
  - 25. místo v žebříčku 50 nejlepších wrestlerek PWI Female 50 v roce 2008